# Trochochaeta franciscana
Trochochaeta franciscana är en ringmaskart som först beskrevs av Hartman 1947.  Trochochaeta franciscana ingår i släktet Trochochaeta och familjen Trochochaetidae. Inga underarter finns listade i Catalogue of Life.